# Landtagswahl in Kärnten 1921
- SDAPDÖ: 19
- KSS: 2
- CS: 8
- GDVP: 4
- KWG: 9

Die Landtagswahl in Kärnten 1921 wurde am 19. Juni 1921 im österreichischen Bundesland Kärnten durchgeführt. Es war dies die erste Landtagswahl in Kärnten, die nach dem allgemeinen, gleichen Wahlrecht durchgeführt wurde. Auf Basis dieser Wahl wurden der neue Kärntner Landtag (12. Gesetzgebungsperiode) und die Landesregierung Gröger gebildet.
Aufgrund der Volksabstimmung 1920 in Kärnten konnte die erste Landtagswahl nach dem Ersten Weltkrieg erst 1921 durchgeführt werden. Bis dahin hatte die sogenannte Provisorische Landesversammlung, die in anderen Bundesländern bereits nach Wahlen 1919 abgelöst worden war, das Land mit der Landesregierung Lemisch I verwaltet. Auch die Nationalratswahl 1920 konnte in Kärnten nicht zum eigentlichen Termin durchgeführt werden und wurde für das Bundesland parallel zu dieser Landtagswahl nachgeholt.

## Wahlkampf & Themen
Nicht zuletzt aufgrund der parallel nachgeholten Nationalratswahl war der Wahlkampf weniger von landesspezifischen Themen, sondern grundlegenden weltanschaulichen Fragen geprägt. Die Großdeutsche Volkspartei postulierte drei große Weltanschauungen: klerikal (vertreten durch die Christlichsoziale Partei), marxistisch  (vertreten durch die Sozialdemokratische Arbeiterpartei) und völkisch bzw. antiklerikal. Letzteres nahm sie für sich in Anspruch. Auch der Kärntner Bauernbund war stark völkisch geprägt, unterstützte den antiklerikalen Anspruch der GDVP jedoch nicht. Dennoch hatten beide Parteien bis kurz vor der Wahl unter dem Namen Deutschdemokratische Partei im Landtag ein Bündnis gebildet. Nachdem sich die beiden Parteien miteinander überworfen hatten, trat der Bauernbund gemeinsam mit der Deutsche Nationalsozialistische Arbeiterpartei (DNSAP) und anderen Splittergruppen unter dem Namen „Kärntner Wahlgemeinschaft“ an.
Gemeinsames Feindbild aller Parteien (außer freilich der Sozialdemokraten) war der Marxismus. Die antimarxistische Kritik wurde außerdem mit stark antisemitischen Tönen angereichert. Die Sozialdemokraten seien jüdisch unterwandert, die Juden verantwortlich für das wirtschaftliche Elend der Nachkriegszeit. Wenngleich das Thema in der Großdeutschen Volkspartei am präsentesten war, beteiligten sich auch die Christlichsozialen sehr aktiv an der Verbreitung antisemitischer Verschwörungstheorien. Auch der Wunsch nach einem „Anschluss“ an Deutschland war weit über die Grenzen der GDVP hinaus geläufig. Um eine Abgrenzung zueinander zu schaffen, warf die GDVP den Christlichsozialen ein Naheverhältnis zu den Kärntner Slowenen vor und instrumentalisierte damit den gerade erst mühsam beigelegten Grenzkonflikt, mithin auch ein Angriff auf die erstmals antretende Partei der Kärntner Slowenen. Konflikte mit der „Kärntner Wahlgemeinschaft“, zu der die größten inhaltlichen, teilweise auch personellen Überlappungen bestanden, vermied die GDVP jedoch.

## Ergebnisse
Im Vorfeld der Wahl hatte man sich darauf geeinigt, die ursprünglich 58 Personen umfassende Landesversammlung auf 42 Mandatare zu reduzieren. Bei der Wahl erzielte die Sozialdemokratische Arbeiterpartei Deutschösterreichs (SDAPDÖ) mit 19 Mandaten die relative Mehrheit. Zweitstärkste Fraktion wurde die „Kärntner Wahlgemeinschaft“ (KWG) mit 9 Mandaten (davon Bauernbund 7, DNSAP 1, Gewerbeliste 1). Die Christlichsoziale Partei (CS) kam auf 8 Mandate, die Großdeutschen Volkspartei (GDVP) auf 4 Mandate und die Kärntner Slowenen auf 2 Mandate. Entsprechend dem Siedlungsgebiet der Kärntner Slowenen hatte die Partei ihren Einzug in den Landtag dem guten Abschneiden im Bezirk Völkermarkt zu verdanken, wo sie mit 32,90 % zweitstärkste Kraft hinter den Sozialdemokraten wurde. Die Kommunistische Partei Österreichs (KPÖ) verfehlte hingegen den Einzug in den Landtag. Mit nur 69,67 % fiel die Wahlbeteiligung vergleichsweise niedrig aus.
Das Ergebnis brachte eine Pattstellung im Landtag und damit eine schwierige Regierungsbildung. Die Sozialdemokraten hatten die absolute Mehrheit knapp verfehlt und konnten unter den „bürgerlichen“ Parteien (CS, KWG, GDVP) keinen Partner finden. Diese wiederum verständigten sich untereinander schnell auf einen gemeinsamen Landtagsklub, der jedoch auch keine absolute Mehrheit repräsentierte. Eine Zusammenarbeit mit den Kärntner Slowenen war für alle Parteien ausgeschlossen. Letztlich einigte man sich darauf, dass der Sozialdemokrat Florian Gröger zum Landeshauptmann werden sollte. Ihm wurden jedoch Vinzenz Schumy (KBB) und Sylvester Leer (CS) zur Seite gestellt. Gröger hatte die Auflage, Entscheidungen nur im Konsens mit den beiden zu treffen, was sein Amt unterminierte und großes Konfliktpotential mit sich brachte. Die Landesregierung Gröger hielt folglich nur von  22. Juli 1921 bis zum Jahre 1923.

### Vorläufiges Endergebnis
| Partei                                                         | Stimmen | Prozente | Mandate |
| -------------------------------------------------------------- | ------- | -------- | ------- |
| Sozialdemokratische Arbeiterpartei Deutschösterreichs (SDAPDÖ) | 60.572  | 42,74 %  | 19      |
| Kärntner Wahlgemeinschaft (KWG)                                | 28.714  | 20,26 %  | 9       |
| Christlichsoziale Partei (CS)                                  | 25.908  | 18,28 %  | 8       |
| Großdeutsche Volkspartei (GDVP)                                | 15.917  | 11,23 %  | 4       |
| Partei der Kärntner Slowenen (KSS)                             | 9.862   | 6,96 %   | 2       |
| Kommunistische Partei Österreichs (KPÖ)                        | 735     | 0,52 %   | 0       |
| Gesamt                                                         | 141.708 | 100,00 % | 42      |

### Vorläufiges Endergebnis nach Wahlkreisen
| Wahlkreis      | Gesamt  | Gesamt  | SDAPDÖ | SDAPDÖ  | SDAPDÖ | KWG    | KWG     | KWG | CS     | CS      | CS  | GDVP   | GDVP    | GDVP | KSS   | KSS    | KSS | KPÖ   | KPÖ    | KPÖ |
| Wahlkreis      | Stimmen | Mandate | Stim.  | %       | Md.    | Stim.  | %       | Md. | Stim.  | %       | Md. | Stim.  | %       | Md.  | Stim. | %      | Md. | Stim. | %      | Md. |
| Oberkärnten    | 54.547  | 16      | 24.583 | 45,07 % | 8      | 11.441 | 20,97 % | 4   | 10.437 | 19,31 % | 3   | 5.499  | 10,08 % | 1    | 2.484 | 4,55 % | 0   | 103   | 0,19 % | 0   |
| Unterkärnten   | 87.161  | 26      | 35.989 | 41,29 % | 11     | 17.273 | 19,82 % | 5   | 15.471 | 17,75 % | 5   | 10.418 | 11,95 % | 3    | 7.378 | 8,46 % | 2   | 632   | 0,73 % | 0   |
| Gesamtergebnis | 141.708 | 42      | 60.572 | 42,74 % | 19     | 28.714 | 20,26 % | 9   | 25.908 | 18,28 % | 8   | 15.917 | 11,23 % | 4    | 9.862 | 6,96 % | 2   | 735   | 0,52 % | 0   |